# Campeonato Europeo de Triatlón de 2007
El XXIII Campeonato Europeo de Triatlón se celebró en Copenhague (Dinamarca) entre el 29 de junio y el 1 de julio de 2007 bajo la organización de la Unión Europea de Triatlón (ETU) y la Federación Danesa de Triatlón.

## Resultados
| Evento    | Oro                                  | Plata                               | Bronce                            |
| --------- | ------------------------------------ | ----------------------------------- | --------------------------------- |
| Masculino | Javier Gómez Noya · España · 1:51:58 | Jan Frodeno · Alemania · 1:52:15    | Daniel Unger · Alemania · 1:52:30 |
| Femenino  | Vanessa Fernandes Portugal 2:02:36   | Katherine Allen · Austria · 2:03:21 | Nicola Spirig · Suiza · 2:03:24   |

## Medallero
| Núm. | País     | Oro | Plata | Bronce | Total |
| ---- | -------- | --- | ----- | ------ | ----- |
| 1    | España   | 1   | 0     | 0      | 1     |
| 1    | Portugal | 1   | 0     | 0      | 1     |
| 3    | Alemania | 0   | 1     | 1      | 2     |
| 4    | Austria  | 0   | 1     | 0      | 1     |
| 5    | Suiza    | 0   | 0     | 1      | 1     |
|      | TOTAL    | 2   | 2     | 2      | 6     |